# Elizabeth Roboz Einstein
Elizabeth Roboz-Einstein (n. 11 aprilie 1904, Orăștie, Austro-Ungaria – d. 9 ianuarie 1995, Berkeley, California, SUA) a fost o biochimistă și neurologă cunoscută pentru purificarea și caracterizarea proteinei bazice a mielinei (MBP), investigând rolul său potențial în boala neurodegenerativă a sclerozei multiple (SM) și ajutând la crearea domeniului neurochimiei.

## Tinerețe și educație
Elizabeth Roboz s-a născut în 1904 în Orăștie, Transilvania, aflată pe atunci în Regatul Ungariei. Tatăl ei, profesor de liceu și rabinul șef al orașului, a murit în 1914, iar mama ei a mutat-o pe Elizabeth, împreună cu cei cinci frați ai ei, în Nyiregyháza, Ungaria.
A primit calificativul excelent la toate cele cinci discipline ale examenului Matura, dar în ultimul ei an de liceu parlamentul maghiar a restricționat numărul studenților evrei care puteau fi acceptați la Universitatea din Budapesta. Recunoscând că restricția ar putea să o împiedice să intre în Universitatea din Budapesta, ea s-a înscris în schimb la Universitatea din Viena. În 1928, a obținut un doctorat summa cum laude în chimie organică de la Universitatea din Viena. Apoi s-a întors în Ungaria, unde Universitatea din Budapesta i-a cerut să repete examenele înainte de a-i confirma diploma.
În 1940, a emigrat din Ungaria, unde antisemitismul era în creștere, în Statele Unite, folosind o viză de specialist în agricultură. Familia ei a rămas în Ungaria, unde a fost afectată de al Doilea Război Mondial. Mama sa a murit în timpul războiului, iar fratele ei Karl și doi dintre cumnații ei au fost uciși de naziștii maghiari. După război, ceilalți frați ai ei i s-au alăturat în Statele Unite, iar sora sa Edith a locuit cu Elizabeth în Palo Alto, California.

## Carieră și cercetare

### Carieră
Roboz-Einstein și-a început cariera în cercetare  studiind biochimia plantelor în laboratorul Zellner al Universității din Viena. Ea a creat un laborator de nutriție vegetală la compania maghiară Industria Agricolă și reprezenta compania la conferințe științifice internaționale. După ce a emigrat în SUA, a înființat un alt laborator de nutriție vegetală, de data aceasta la o companie de cartofi din Stockton, California.
După aceste roluri din industrie, Roboz-Einstein a trecut la mediul academic, unde cariera sa a cuprins mai multe instituții. Primul a fost California Institute of Technology (Caltech), căruia i s-a alăturat ca asistent de cercetare în 1942 și unde a studiat Aloe vera alături de chimistul bioorganic Arie Jan Haagen-Smit. A fost promovată ca cercetător asociat, dar deoarece Caltech nu numea profesori femei, a acceptat o funcție de profesor asociat de chimie la Universitatea din Wyoming în 1945. A rămas în această funcție în paralel cu rolul de chimist de cercetare la Colegiul de Inginerie până în 1948, când s-a alăturat Universității Stanford ca asociat de cercetare și unde a lucrat la Laboratorul de Cercetare Alimentară al Stanford Research Institute.
În 1952, a părăsit Stanford și s-a mutat la Universitatea Georgetown, unde a ocupat o funcție de profesor asociat de biochimie, predând studenților la medicină, precum și la spitalul Veterans Administration. La Georgetown și-a dezvoltat interesul pentru scleroza multiplă după ce a studiat neurochimia pentru a o putea preda studenților.
S-a întors la Universitatea Stanford în 1958, de data aceasta ca profesor asociat de neurologie și microbiologie medicală, unde a fost aleasă pentru a conduce noul Laborator de Neurochimie Koshland din Stanford.
S-a mutat apoi la Universitatea din California, San Francisco, la Școala de Medicină în 1959 pentru a fi mai aproape de casă, iar mai târziu s-a mutat la Campusul Berkeley al Universității din California.
O mare parte din munca ei a fost susținută de Institutele Naționale de Sănătate (NIH), pentru care a fost investigator al Laboratorului de Științe Clinice, NIMH.

### Cercetare
Roboz-Einstein, precum și Karian Kies de la NIMH de la Institutele Naționale de Sănătate, au identificat proteina bazică a mielinei (MBP) ca fiind antigenul responsabil de incitarea răspunsului imun în encefalomielita alergică experimentală (EAE), un sistem model utilizat pentru a studia scleroza multiplă (SM) și alte boli demielinizante. Oamenii de știință știau că pot produce un răspuns autoimun care ducea la encefalită și demielinizare (degradarea învelișului gras numit mielină care izolează fibrele nervoase) prin injectarea animalelor cu țesut nervos, dar înainte nu știau ce anume din acest țesut provoca reacția imună. Roboz-Einstein și Kies au reușit să purifice MBP și să demonstreze că este cauza EAE. Această descoperire le-a permis lui Roboz-Einstein și altor oameni de știință să restrângă ce regiuni specifice ale proteinei erau antigenice, ducând la un sistem model îmbunătățit și cercetări cu privire la potențialele imunoterapii pentru boli demielinizante.
În 1968, a primit un grant de cercetare de 28.405 dolari de la National Multiple Sclerosis Society, pe care Einstein și colegii ei de la Universitatea din California, San Francisco, inclusiv dr. Li-pen Chao, l-au folosit pentru a investiga ce anume producea efectul encefalitogenic al proteinei. De asemenea, a dezvoltat metode de măsurare a nivelurilor de imunoglobulină și glicoproteine din componentele lichidului cefalorahidian (LCR) și a studiat modul în care modificarea lor conducea la apariția bolii. Din 1961 până în 1962 a fost bursieră SEATO la Universitatea din Bangkok și a efectuat cercetări la Institutul Pasteur din Bangkok cu privire la studierea encefalomielitei diseminate acute.
Pe lângă investigarea bolilor sistemului nervos, ea a cercetat și dezvoltarea normală a sistemului nervos. La Universitatea din California, San Francisco, a condus o investigație a proteinelor din țesutul neural, în special a celor formate în timpul mielinogenezei și a modului în care acestea se schimbă pe parcursul dezvoltării. La Universitatea din California, Berkeley, a colaborat cu Paola S. Timiras pentru a studia interacțiunile creier-endocrine. În special, au analizat efectele hormonilor tiroidieni asupra procesului mielinogenezei, constatând că influențează debutul procesului, precum și compoziția și abundența mielinei produse în timpul dezvoltării creierului. Acest lucru a contribuit la terapia de substituție hormonală pentru nou-născuții care suferă de hipotiroidism.

## Viață personală
Roboz s-a căsătorit cu Hans Albert Einstein, primul fiu al fizicianului Albert Einstein și profesor de hidrotehnică la Universitatea din California, Berkeley, în iunie 1959. Nu au avut copii împreună, deși Hans a avut patru copii din prima sa căsătorie cu Frieda Knecht, dintre care doar doi au supraviețuit până la maturitate. Hans a murit pe 26 iulie 1973, iar Roboz a scris o biografie a lui, Hans Albert Einstein: Reminiscences of his Life and our Life Together (1992).
Descoperirea lui Roboz-Einstein a proteinei bazice a mielinei ca encefalitogenă a stârnit interesul lui Jonas Salk, care era interesat de potențiala implicare în scleroza multiplă. Salk a vizitat-o pe Roboz în octombrie 1965 pentru a afla mai multe. Astfel, au dezvoltat o prietenie și o colaborare profesională, schimbând scrisori de ani de zile. Roboz-Einstein a corespondat și cu microbiologul Esther Lederberg.
Printre interesele sale se numărau călătoritul, gătitul, muzica și natura.
A murit pe 9 ianuarie 1995, la casa ei din Berkeley, California.